# Коридорас Мети
Коридорас Мети (Corydoras metae) — вид сомоподібних риб з роду Коридорас підродини Corydoradinae родини Панцирні соми. Інші назви «коридорас стрічковий», «помаскований коридорас». У природі поширений у річках Південної Америки; утримують також в акваріумах.

## Опис
Завдовжки досягає 4,8 см. Зовнішністю схожий з видом Corydoras melini. Спостерігається статевий диморфізм: самиця більша за самця. Голова невеличка. Очі відносно великі. Рот нижній. Є 3 пари маленьких вусиків. Тулуб кремезний, дещо витягнутий з високою передньою частиною. Боки сплощено й вкрито 2 рядками кісткових пластинок (у верхньому — 23, нижньому — 20 пластинок). Бокова лінія пряма. Під час нересту форма черева стає вигнутою. Спинний плавець складається з 1 жорсткого і 8 м'яких променів. У самця верхній кінець спинного плавця загострений, у самиці — закруглено. Грудні плавці витягнуті. Черевні плавці широкі, розташовано близько до грудних. Анальний плавець витягнуто донизу, широкий. Хвостовий плавець сильно розділено, лопаті доволі добре розвинені.
Забарвлення жовто-коричневого кольору. Черево дещо світліше. На голові через очі проходить поперечна чорно-блакитна смуга. Основа й передні промені спинного плавця чорного забарвлення. Плавці, окрім спинного, прозорі, світло-коричневого забарвлення. Сам спинний плавець майже чорно-блакитний. Уздовж спини до хвостового плавця, звідки опускається до його низу, проходить чорна смуга з синюватим відливом.

## Спосіб життя
Є демерсальною рибою. Воліє до прісної та чистої води. Утворює невеличкі косяки. Тримається нижніх шарів води. Вдень ховається серед рослин чи заривається до піску, полюбляє відпочивати на пласкому камінні. Активний у присмерку та вночі. Атакує здобич з укриття. Живиться дрібними ракоподібними, комахами, хробаками та рештками рослин.
Статева зрілість настає у віці 8 місяців. У нересті беруть участь 1 самиця і 2 самця. Самиця відкладає кладку, що складається максимум зі 100 ікринок, на широке листя, іноді на пласке каміння.
Тривалість життя до 5 років.

## Розповсюдження
Є ендеміком Колумбії. Поширений у річці Мета, звідси походить назва цього коридораса.

## Утримання в акваріумі
Об'єм акваріума від 60 літрів, в оздобленні повинні бути різноманітні укриття (корчі, рослини тощо). Рекомендують тримати зграйкою не менше 4—5 особин. Невибагливі в утриманні. Оптимальними параметрами води є: 24–27 °C, dGH 5—15°, pH 6,5—7,5. Потрібна фільтрація води та її регулярна підміна.